# Metal Gear (虛構武器)
Metal Gear是潛龍諜影系列中虛構的核搭載二足步行型戰車的總稱。

## 主系列

### Shagohod
The Shagohod（俄文 Шагоход，意為『步行者』）。登場於2004年的潛龍諜影3：食蛇者，由苏联科学家Sokolov设计，作为一种发射中程导弹的军事装置。尽管不屬於往後的Metal Gear体系，但一般仍舊將Shagohod视为Metal Gear的一种。
全机总重152.5吨，长22.8米，宽6.4米，高8.2米。通常可以搭乘两人，但只有一个人可以操作它。
Shagohod的最主要作用是作为洲际导弹的加速器使用，其可以携带一枚SS-20“佩刀”（Saber）中程弹道导弹。其设计与其他Metal Gear并不是同一体系，所以其并不像其他Metal Gear那样是一个双足步行装置，而更像一个气垫船。它的前足安装了一对由液压装置推动的阿基米德螺钉，以在火箭引擎发动时作推进之用。上面搭载两挺12.7毫米DShKM重机枪（300发）和一个附加的防空炮塔（360发），以及6发9K112「眼鏡蛇」地对空制导导弹，以及100发的榴弹炮。可以说Shagohod本身就是一个移动堡垒。
在火箭引擎发动之前，它的最高移动速度是80公里／小时，能走上650公里的路。而一旦火箭引擎发动，最大速度可以达到480公里／小时，大大加大了其发射的中程导弹的覆盖范围。不过要达到这个状态，它需要一条长4.8公里的平地（最好是跑道）去给它加速。相比传统的导弹发射井，Shagohod最大的优勢在于其移动能力及隐蔽性，好比将洲际导弹装在铁路或越野四驱车上。据其发明者声称，Shagohod無法被偵查机或卫星侦测到。
然而Shagohod也存在不少弱点，如底盘极容易受爆炸物损坏，使其失去移动能力。它后面薄弱的装甲一旦与后部的连接包分离，很容易被榴弹炮打穿。它前后的榴弹炮也是一个容易被导弹打进去的“洞”。
而事实上Shagohod并没有真正成功发射过导弹，而且以当时的技术，一个移动的发射装置要想将中程导弹准确地打击目标是极其困难的。相較於Granin的划时代Metal Gear设计Shagohod更像是一个当时的军事技术（火箭加速， IRBMs，坦克等）的混合体。
故事中的該架Shagohod最後在“食蛇者”行动中被Naked Snake摧毀。
Shagohod足部的阿基米德螺钉式轮子设计早于20世纪20年代已经出现。目前网上流行的录像资料为苏联的ZIL factory在1980年代初研制的Cross-country vehicle ZIL-29061，它的轮子有一样的螺钉，本来的设计是为了方便在雪地或泥泞的地上行走。ZIL factory还有名为Blue Bird系列的汽车产品，用于探索特殊地形。

### Metal Gear RAXA
Metal Gear RAXA（读音类似英语的rah-sha）是ICBMG的原型机，原本打算用于性能测试。这个Metal Gear是Sokolov参考Granin的MG设计图的设计图所制造出来的武器。
按年份应该是历史上第一台正Metal Gear原型机，它于1970年由美国政府开发。由于参考了Granin的设计图，他的头部很多特征跟日后的REX很相似。Metal Gear RAXA有四只脚，外表看来很像月球登陆器，与后来的MG对比则类似于四足行走动物向双足进化。它的机体两侧有像双翼的导弹发射装置，用于发射多弹头分导导弹。
ICBMG的设计其实就是一台移动的用于发射装有核弹头的多弹头分导导弹的装置。它可以同时对多目标实施核打击，不过范围有限而且不像Shagohod那样可以用加速度推进。所以它必须搬运到打击目标的范围内才能使用。这就需要将RAXA装在火箭上，发射到目标地点的3000尺高空，然后让他降落到地面并发射导弹。RAXA则是这个产品的实验机，用于性能测试。
游戏中Naked Snake被误导以为这是最终的唯一的Metal Gear，于是打算前往赶在其能够启动并发射核武之前破坏它。他刚赶到却发现机体突然启动，基地原来的首领Colonel Skowronski驾驶它打算对抗Gene。Ursula在Gene的命令下夺得机体并杀死了Skowronski。Snake被迫与队员一起将RAXA击毁。

### ICBMG
ICBMG是Intercontinental Ballistic Metal Gear的缩写。是第一个具有核打击能力的Metal Gear型号。而之前的RAXA不过是它的测试机体。它是一部无人机，发射时安装在火箭顶部，并使用与RAXA同样的导弹攻击方案。用常规武器并不能对其本身构成任何伤害。

Naked Snake摧毁RAXA后得知ICBMG已被Gene用直升机移动到地下导弹井，最后他也未能阻止Gene发射ICBMG。Naked Snake及基地中的敌兵不顾个人安危，用RPG-7等武器攻击火箭。最终火箭虽然发射，但在太空中最后一节火箭由于之前的攻击损坏发生爆炸，ICBMG偏离轨道在大气层中销毁。

### Metal Gear Chrysalis
潛龍諜影：和平先驅登场的机体，代号“TJ-chrysalis6000”（蝶在英文中原为「蝶蛹」与蛹意义相近，但包含化蛹为蝶的过渡期之意）。别名「AI搭载垂直升降战机」。高15.9m、宽35.1m、长44m。是设计用于从空中施行攻击动作的战机，三个圆盘型的机翼却使其型态更接近于直升机，飞行模式类似于蜂鸟（游戏中以奇可为代表的FSLN成员都将蝶称为蜂鸟，而Snake则称自己与蝶的遭遇战为与武装直升机的战斗）。该武器为无人驾驶机，因此可以无视重力加速度对驾驶员伤害，进行高速移动。机体搭载雷达，可以感知导弹等大型武器的攻击并做出紧急规避动作。除电磁枪、导弹、轨道枪等武器外，还可以投放小型攻击飞行器。设计上，最大升空重量相当高，在全部武装装备齐全的情况下尚可吊运搭载了两颗核弹头的和平行者，并进行飞行。
Chrysalis外形类似UFO，游戏中奇可与裸蛇曾计划将其照片作为UFO照片进行贩卖（大概只是奇可得到裸蛇的默许自行贩卖照片）。

### Metal Gear Pupa
潛龍諜影：和平先驅登场的机体，代号“GW-pupa5000”。别名为“AI搭载水陆两用战机”。高9.4m、宽10.7m、长25.5m。基于Shagohod的设计，取消了阿基米德螺钉式轮子并以履带取而代之。搭载了与Shagohod类似的下部可喷射空气用于浮空的“OverCraft”装置及加速装备，拥有相当高的机动性。武器方面搭载了电击枪及6门机关枪，同时还装备了可将电击威力扩大的放置型避雷针。
游戏中显示有准备中的量产计划，挖掘场地下墓地设有用于停放开发中的搭载AI核心的Chrysalis半成品的停放区域。

### Metal Gear Cocoon
潛龍諜影：和平先驅登场的机体，代号“TR-cocoon7000”。别名“AI搭载超级战机”。高24.3m、宽25.6m、长41.1m。是比蛹体积大数倍的AI搭载战车。游戏中米勒为其高大所震撼，曾称其为「大家伙」、「陆上战舰」。体积虽大，但靠履带支持，可以适应各种起伏多变的地形。与巨大相应的厚重装甲在提高其防御力的同时却也被其所产生的大量废热所累。装备了巨大的主炮、大量机关枪及火神机枪，对人对战车跟踪导弹及在陆地使用名为刺猬弹的爆雷武器。

### Metal Gear Peace Walker/Balisk
潛龍諜影：和平先驅登场的机体，和平行者计划的最终完成品，可二足或四足行走，以适应各种险要地形。同其它无人驾驶兵器一样，搭载了负责控制机体的爬行类核心（头部球体下面的横向圆筒），另外还搭载了带有反击判断指令的哺乳类核心（安装在机体背部的圆筒）。AI核心代号分别是：爬行类核心「AL-aurelia8000」（aurelia意为「羽化前夕的蛹」）」、哺乳类核心「BS-imago」（imago意为「成虫」）。别名「AI搭载自动报复步行战机」。重量500吨。从「核搭载二足步行型战车」的定义角度上来讲可以说算是世界上最初的Metal Gear。开发初期曾被称为『蜥蜴』。本篇以外登场的「二型」、「改型」因奇爱收编入MSF因此未搭载哺乳类核心，背部存放空间为空置状态。
无人兵器虽然是单独靠AI决策行动，不过依靠爬行类与哺乳类两种核心的组合互补，思考模式及机动性有力整合，性能十分优化。另外，脚部可以向反向翻转，机身在不进行旋转的情况下即可切换前后移动方面。并且必要情况下，一般折叠保存在机身上的另两只脚可以展开，使机体变形为四足步行形态，更加适应二足形态下无法适应的恶劣地形环境，故事情节中后半阶段四足形态曾有重要演出。从二足步行形态上可以看出本机体在设计上包含了后来的TX-55 及Metal Gear 改D的雏形。
哺乳类AI核心的计算可使机体自行决策对于核打击的报复攻击行动，反击可使用相当于100万吨TNT炸药当量的核弹头（爆炸火球直径至少1.5km）。同时球状头部还搭载了威力远超苏制沙皇炸弹的水爆炸弹，可以发动自毁式的报复攻击。
除核攻击以外，对于近距离的枪炮攻击，机体可以利用自防御系统启动小规模抑制模式，凭借搭载的集束炸弹、火炎喷射器、火箭发射器、钻地导弹灭敌。另外，巨大的机体本身也可作为强力武器，四肢横扫及踩踏，伴随高机动性所带来的撞击的冲击波等物理伤害，也拥有决不能忽视的威力。另一方面，头部放射出的电磁波可使导弹、火箭等武器的制导系统失灵，从而使之弹道偏向难以击中。头部的电磁波还可以作为射线武器，被称为「蜥蜴之毒」。

### Metal Gear ZEKE
潛龍諜影：和平先驅登场的机体，别名「AI搭载泛用换装二足步行战机」。区别于后来改造的有人驾驶的机型，被称为「MSF型」。Snake主持，休伊负责开发的机体。同和平行者计划一样，奇爱参与了AI的开发内容。上半身与MGS4中登场的Gekko类似。
由AI控制，根据指挥官下达的指令进行高度战术行动。AI综合作战的步兵的行动，搭载了与AI兵器同样的声音合成系统。原本准备在海外派遣行动中实际使用，游戏中在开发完成后可作为OUTER OPS（纷争地带的部队派遣任务）的作战单位使用。之后还搭载了从和平行者上回收的核弹头。
由于MSF主基地的部件生产资源上的限制，本体及搭载AI都需要通用AI兵器的部件及AI记忆板。基本分类为头部、能量、行动、脚部4个模块，头部模块搭载AI部件，固定武装有头部模块上两门、行动模块上一门的机关枪及能量模块内置的跟踪火箭发射器，与后来的Metal Gear一样，也可发动踩踏、撞击等攻击（作为无人兵器无需考虑驾驶员的适应性及安全，拥有与后来登场的Metal Gear相比也绝不逊色的高机动性）。而且，AI核心为ZEKE重新设计制造，形状从AI兵器的圆筒形改为球形，可搭载的最大记忆板数量也从原来的40块增加到400块。再者，回收的AI兵器的部件为统一的开放标准，可任意组合互换，使得ZEKE可以同时装备蛹的喷射器、蝶的轨道炮和雷达、以及茧的强化装甲。特别是轨道炮与雷达的安装使机体外形与修的儿子哈尔（Otacon）后来设计的Metal Gear REX十分相像。另外，头部与脚部模块的接口与AI兵器的相同模块可以互换，不过模块外观与功能存在不同。头部模块可在ZEKE专用的头部（机枪）、蛹（电击枪）、蝶（导弹）、茧（主炮）、和平行者（电磁脉冲及毒射线）几种互换部件中选择其一安装。脚部模块也可与同为二足步行机的和平行者互换（S-mine只有一对，不能互换为四足形态）。
代号「ZEKE」源自第二次世界大战中联合国对日本的战斗机「零式21型」的称呼：「Zeke」。

### Metal Gear Sahelanthropus
Metal Gear ST-84：全名Sahelanthropus Tchadensis 84（乍得沙赫人）登场于潜龙谍影V 幻痛。Cipher组织研发的新型合金装备，是第一个真正实现双足行走的合金装备，因此取名Sahelanthropus（乍得沙赫人），即「第一个直立行走的人」。Sahelanthropus有两种可以切换的形态，其第一种形态的外形与Metal Gear Rex类似；而另一种就是「直立形态」，在这个形态下它的身高增长了一倍，使得其比其他历代合金装备看起来都要高大得多。Sahelanthropus装备了「寄生虫武器」，平时别在「腰」部，使用时犹如长鞭挥舞，将其中的寄生虫「注射」到地底下，然后在地表制造嶙峋怪石，破环地面目标。此外，Sahelanthropus还装备有电磁炮、火神炮、追踪导弹、火焰喷射器等常规武器。最后，真正令Sahelanthropus变得特殊的是其装备的「贫铀装甲」，这种装甲不仅仅是用于防御，而是在必要的时候能产生「核反应」，将整个Sahelanthropus变为一颗核弹。正是由于这些能力，Sahelanthropus成为Skull Face实现其计划的最重要工具。

### Metal Gear TX-55
TX-55 Metal Gear登场于MSX上的初代Metal Gear，发明者是Dr. Pettrovich，估计全高20尺，装有一个双发导弹发射器和一支机枪。TX-55 Metal Gear放置在一个由两支镭射枪保护的房间里，游戏中实际上并没有投入使用。游戏中当玩家救出他的女儿Ellen，他便会告诉你Metal Gear的弱点在它的双脚，玩家需要在游戏中用炸弹炸毁它的双脚。游戏的最后Snake击败Big Boss，逃出将要自爆的Outer Heaven，Metal Gear也被炸毁。
在NES版本中，Metal Gear更是没有出现，玩家击败控制Metal Gear的主电脑并最终与Big Boss决战。在Snake's Revenge这个非主线剧情游戏中，提及Metal Gear被大量生产。GBC版本的Metal Gear: Ghost Babel，你可以在敌人的基地上看到TX-55 Metal Gear的残骸（因为这个基地正是建立在原来的Outer Heaven上）。

### Metal Gear D
Metal Gear D登场于MSX作品Metal Gear 2: Solid Snake，作为Metal Gear的原型机。机体上装有一个机关枪和一个六连发导弹发射器，由Gray Fox驾驶并只能够由玩家用手榴弹破坏。它的机体设计过程中曾在Konami公司内部的设计师的设计中选择以接近真实的机体设计，最后定稿的设计者是Tomohiro Nishio。
Metal Gear G（Metal Gear Gustav）也曾在该游戏中由Dr. Pettrovich提及，称其正在开发中。实际上该机体原计划在游戏中登场但最后被取消。Metal Gear G比较小型而且没有核弹发射功能。

### Metal Gear REX
登場於1997年的潛龍諜影，并在潛龍諜影4：愛國者之槍再次登场，部分剧情中可操作。其名称可能来自二战日本战机Kawanishi N1K Kyofu（盟军代号REX）。
潜龙谍影中Arms Tech开发的武器，并得到DARPA主席Donald Anderson在背后大力资助。该武器在Shadow Moses岛上进行其轨道炮的实验，却被指派执行保护任务的Fox Hound小队夺取，以对政府勒索。开发者Hal "Otacon" Emmerich被告知这个武器是用于作为NMD的一部分拦截导弹，因而作为反核人士的他愿意进行开发。在Shadow Moses事件发生后他才明白到REX将会用作发射核弹。Snake在Grey Fox和Otacon的帮助下使其停止运作。
Revolver Ocelot逃跑的时候将REX的设计带走，并在黑市上出售，实际上促进了Ray的开发。Snake和Otacon建立“慈善机构”，在世界各地破坏Metal Gear的发展。
潛龍諜影4：愛國者之槍中，Liquid Ocelot抢走了在Shadow Moses上的REX的轨道炮，用以发射核弹消灭卫星上的爱国者AI“JD”。Snake在Otacon的帮助下修复部分机能，从基地内部内部逃出，并与Liquid Ocelot驾驶的Ray对战，擊敗Ray后，REX再次倒下。
REX从游戏中看來是单人驾驶，同时未有资料显示其可以容納更多組員。驾驶过程中驾驶员并非直接观看外界情况而是依靠机体上的雷达探测器。在探测器损坏的情况下，也可以打开机舱的闸门以观察外界环境，不过这样做驾驶员会受到伤害（因为没有任何保护措施）。其双腿被设计成足以抵御任何反坦克导弹。其基本武器包括镭射炮，两支30mm机枪，以及由雷达诱导的中距离反坦克导弹。最重要的武器—磁軌砲，是以电磁技术发射武器的装置，由于不需要借助化学燃料，其发射的核弹基本上不可能被雷达侦测的到。由于其拥有极高的移动性能，发射导弹后马上可以离开从而避免受到打击报复。其轨道炮技术后被小型化，制作出2代中的Fortune和4代中的Crying Wolf所使用的武器。
REX是游戏系列中第一款3D化的MG。游戏中为充分表现其设计优良，剧情中放在阿拉斯加基地下近10年未保养依然能够在小量的修理后再次行动（亦有人说这是剧情BUG）。而REX能打败其克星Ray，很可能是Liquid故意输掉以引导Snake毁灭爱国者AI。
REX也曾在Super Smash Bros. Brawl登场。

### Metal Gear RAY
登場於2001年的潛龍諜影2：自由之子。其名字很可能来源于二战日军飞机Mitsubishi A6M2 Reisen（美军对其的称呼为Ray）。
由于Revolver Ocelot和Sergei Gurlukovich在黑市上销售REX的设计图，使REX大为流行。美国海军陆战队主导开发用于对抗REX的新型Metal Gear，并取名为Ray。将军Scott Dolph是这个计划的主管。 2007年，U.S.S. Discovery油轮运送Ray去做实战测试，Philanthropy打算潜入油轮获取Ray的资料公开于世，不料中了Revolver Ocelot和Sergei Gurlukovich的计。Ocelot杀死了Sergei和Scott，启动Ray将油轮打沉，然后开走了Ray。
2年后，爱国者建成了Arsenal Gear，并在其上安放了大约25台无人驾驶的量产型Ray作为护航机。但貌似这些量产机性能不如原型，大部分被Raiden击倒，最后几台由于GW AI中毒被Solidus Snake破坏。最后Liquid Ocelot开走了原型。
9年后，Liquid Ocelot和Snake各自开着原型Ray和REX在Shadow Moses外的港口决战，原型Ray被击倒。后来在Outer Haven也出现了一批量产Ray，这批Ray结合了原型和量产型的特点，无法判断是以哪个版本作为范例开发出来。
由于Ray是为了开发出来用于对抗REX，它是第一个并非以导弹发射平台为开发目标而是作为一种常规武器去使用的Metal Gear。Ray机体高约20米，为配合海军陆战队的需要机体设计适用于海上和陆上作战。流线型的机身方便在水中灵活活动及更易避开敌人的攻击。两旁的“翼”其实是在水中游动时的推进器，尾巴则用于控制方向。它的最基本也是最重要的武器是安装在颚部的水喷射切割器，它通过抽水机将水抽进内部的水仓并用高压以极高的速度射出，原理类似于现实生活中的高压水枪，看起来像一支激光炮。作为Ray的最主要的武器，它的设计目标就是"切"开阻止机体的任何东西，包括厚重的装甲。Ray的其余武器包括两个侧“翼”上的机枪，一个装在背部的可以发射追踪导弹和集束炸弹的导弹发射器，装在膝盖上做地面防御的导弹发射器。Ray的外壳和装甲是由陶瓷和钛的合金制成，可以抵御一定的攻击。原型的驾驶舱驾驶员席上装有安全带，防止驾驶员在驾驶中被甩出去。
Ray具有类似于神经网络的导电管线，连接机身上的传感器和驾驶舱。它使用了人造肌肉技术，使它能够比它的使用金属足部的前辈们活动的更加灵巧。这些肌肉被打伤的时候一种红色的粘性物质流出并能填补伤口，Otacon称之为nanopaste，功能类似人类血液及其中的血小板。这种技术后来也采用到Gekko上。
原型Ray有一条尾巴，量产型是没有的。其他区别在它的膝盖（量产型的膝盖是圆的），“眼睛”或者说探测器（原型有两个，量产的只有一个）。量产型涂有橄揽色的迷彩。
虽然说Ray被设计成“REX杀手”因为它的足以破坏REX装甲的水切割器，但REX也有足够的力量破坏Ray的装甲。
Ray也曾在游戏Super Smash Bros. Brawl中登场。

### Gekko
中型的MetalGear，登场於潜龙谍影4：爱国者之枪。其名字很可能来自日本二战时期的战机NakajimaJ1N1的夜间飞行型J1N1-S。
Gekko（日文“月光 ”的意思），昵称Lizards，美军代号IRVING，是美军在战争经济时代研制的一款量产型Metal gear。该机由当年DARPA主导开发的REX的生产商ArmsTech生产。尽管与传统的Metal gear不同，它依然继承了Metal gear系列的一些特征，比如双足和攻击武器。不过Gekko设计上更像坦克，并以小组形式出动。
Gekko的机体设计由两部分组成，上面是类似头部的部分，下面则是身体，互相独立并由小型的机械关节连接，身体下面则是一对由人造肌肉制成的脚。这双腿的仿生设计使它能够将人捡起并扔出去打穿砖墙，甚至推翻一辆6轮的汽车。其跑动速度可以追上摩托车，能一下子跳上几层的建筑上。头部与身体的连接设计使得它的头部可以做出360度的旋转，头部上装有高级感应器及成像装置，并有枪或者榴弹发射器装在上面。“头部”装有两个监视器，一个在上面另一个在“髋骨”的位置。Gekko有一条细小的触手用以捡起细小物品辨认，
Gekko实现了高度模块化。其头部可以安装枪、榴弹炮的各式武器，甚至可以装上炸弹成为自杀式机体。
他们一般由飞机运载至战场目的地参战。Gekko会使用声音让敌人在心里上产生恐惧，从而让对方分心。包括像蝉一样嗡嗡叫，提高警觉时像牛一样叫，踩在地上会发出马蹄声。一般情况下他们会优先用双脚踩死敌人，然后才使用枪械。他们甚至会很残忍地踢走敌人士兵和车辆。
战斗过后，Gekko似乎会分泌出一定数量的光亮的绿色液体，这可能是它们的肌肉大腿产生的乳酸。当他们的大腿受伤时会流出像类似血液的东西，称为nanopaste，用于填补损坏的部分。这其实是从Ray时代就有的技术。
Gekko实现了全自动化，依靠人工智能，他们能够有效地识别并追踪目标，甚至打击建筑物中的目标。实际上Gekko已经逐步取代坦克成为陆地战场的主力，在PMC部队中尤其流行。类似它们的前辈，Gekko受到轻武器攻击它的双腿会倒下，让人很容易攻击它的头部，而比较重的武器如轨道枪也可以直接对其攻击。
Gekko也曾在Super Smash Bros. Brawl中登场。

## 分支MetalGear
以下包括一些非主线剧情的MetalGear，以及一些类似MetalGear的装置。

### Metal Gear KODOQUE
Metal Gear KODOQUE，代号Pythagoras，登场于METAL GEAR AC!D和METAL GEAR AC!D 2。代号Pythagoras，KODOQUE在日文中的意思是孤立（Kodoku）。该机体相对其它MG体型较大，机体的两侧有一对装有遥控导弹发射器的武器模块，每侧各有4个发射口，使机体每次可以发射8发导弹。不攻击的时候这对武器模块又可以作为机体防御的护壳。它的足部旁边还有一个激光炮。它的控制室还有防御机器人。
Lobito Incident后，KODOQUE被移动到SaintLogic，但最终还是被Solid Snake 和Venus击毁。

### Metal Gear Chaioth Ha Qadesh
登场于METAL GEAR AC!D 2。它的名字Chaioth Ha Qadesh（Chayot Ha Qadesh - 希伯来语“חיות הקדש”）来自一个叫Kabbalah的神话体系中的高阶Keter，这个名字指代一群叫“神圣生物”的天使。顺带一提这个Kabbalah经常被误认为与犹太教是一回事。
SaintLogic开发此机体的最初目的是将它作为控制Model 3测试对象的主体。按计划，Chaioth Ha Qadesh通过EGO（Enhanced Governing Organization）操作系统控制改造士兵和防御机器人。但Thomas Koppelthorn博士偷走它用作为自己死去的妻子Lucinda报仇，并杀死所有Praulia大屠杀的参与者。
Chaioth Ha Qadesh象其它MG那样拥有可以向全球目标发动核打击的能力，不过它使用的是中子弹。在他的背部有一个导弹发射器，双臂上有一对机关枪，顶部还有一个可以破坏玩家身上所有的装备（卡片）的能量发射器。同时它携带了SaintLogic研究所的所有测试资料。
Chaioth Ha Qadesh使用了nano芯片扩展所以玩家可以看到它有什么和将要使用什么卡片。它顶部的座舱可以弹出，Lucy让座舱弹出后用导弹将Thomas Koppelthorn博士杀死。最后Snake拆除了机体上所有的核弹头并将机体推进大海以免被美军获得。

### Metal Gear GANDER
登场于GBC作品潜龙谍影：幽灵通天塔。
Metal Gear GANDER是美军从Outer Heaven获取的量产型Metal Gear数据开发出来的机体，开发计划代号为“Project Babel”，后被Gindra Liberation Front夺走并带回他们在Galuade的基地（也就是以前的Outer Heaven）。GANDER的装备包括有两支发射核弹头的轨道炮，两支机关枪，6个诱导导弹发射器，两个自动的飞行攻击装置，一对spread fire cannons，以及一个近距离火焰发射器。它最厉害的地方在于通过卫星导航对世界任意位置发动核弹攻击，这个功能需要大量电力，因此需要一个发电厂供给能源。游戏中被Snake击毁。
GANDER的设计其实是游戏机体设计师Yoji Shinkawa弃用的REX设计图之一。

## 其余类似的机器装置

### Metal Gear Mk.Ⅱ&Mk.Ⅲ
登场于潛龍諜影4：愛國者之槍的一种机器人型号，最初版本叫Metal Gear Mk. Ⅱ，开发者应该是Otacon 和Sunny，Otacon控制用以在战场上支援Snake。机体CPU据Otacon称是使用Cell（也就是PlayStation 3的CPU）。自带OLED显示屏，可以让控制者与外界使用影像通讯。它本身也可以使用光学隐身迷彩，使其完全隐形，但使用时间受电池电量限制。METAL GEAR Mk.Ⅱ用于侦查、道具捡取、电击敌人、获取敌人身上的武器、运送物资等。游戏中Mk.Ⅱ是完全自动的（由Otacon遥控），玩家也可以自己控制。
在东欧任务后，Mk.Ⅱ在追踪敌人时被Vamp破坏。后面的任务中被Mk.Ⅲ取代，除颜色是红色外，两者的机能基本上是一样的。
游戏中的任务简介时使用Mk.Ⅱ击打人物可以获得一些面具道具。
小岛秀夫的另一游戏Snatcher上也有Metal Gear Mk.Ⅱ出现，其设定是“20世纪曾出现的Metal Gear的复制品”，主要作用是协助主角进行侦查活动。其外貌有点像TX-55，上面有视像电话供主角与其他角色联系。另一游戏SD Snatcher有手掌大小的名叫Petit Metal的机器，用作显示游戏情报。这些都可以视作Metal Gear Mk.Ⅱ和Mk.Ⅲ的原型。

### Dwarf Gekko
又称Scarabs，黑色的球形机体。它们的高约为一般人身高的1/3，有一只蓝色大“眼”和3只类似人类手臂的手臂。因为单个很容易被攻击，他们多数以群体方式出现。他们用光束监视周围环境，一旦发现入侵者就响起警报召集同伴过来一起攻击。除了滚动撞击敌人，他们还会用手臂缠住敌人，从眼球中放出电击伤敌人。当受到一定攻击时他们会爆炸炸伤身边的目标。它们也可以爬到墙上像监控摄像头那样做监视。当敌人在他们的物理攻击范围外的时候他们也可以拿出手枪等武器攻击。Gekko上也可以装备几个这样的小型机器人。

## 配套战舰

### Arsenal Gear
登场于2001年的潜龙谍影2：自由之子。Arsenal Gear最初位于Big Shell设施下面的海域，其形状类似一个巨型的海龟。The Document of Metal Gear Solid 2显示GW不止有一部，还有数量不明的部分机体藏在Big Shell下。
其上搭载成为“GW”的AI系统，该系统是“爱国者”AI系统系列的一部分。Arsenal Gear最重要的作用在于分析并过滤互联网信息，以应付2000年之后大量涌入的互联网信息导致的所谓“信息爆炸”，达到其控制memes(文化模因)情报的目的，从而对“爱国者”的“S3 Program”（Selection for Societal Sanity）进行试验及执行。它的主工程师之一Emma "E.E."Emmerich是Hal Emmerich的妹妹。
Arsenal Gear体积庞大，现时所知内有审问室，Ray格纳库等，都以身体器官命名。游戏中Arsenal Gear并未使用其主要武器，反而大量描述其防御设施，包括有大约25台量产型Metal Gear RAY，由GW控制。另外也配有“Tengu”（天狗）士兵，这些士兵配有FN P90衝鋒槍及日本刀，穿着强化战斗服，负责内部防卫工作。Arsenal Gear上应该也配有大量导弹。但在缺乏海陆空配合的情况下，Arsenal Gear依然缺乏防御手段，以Solidus的话来说就是“Arsenal is no more than a gigantic coffin”。
游戏中GW AI中了E.E.的病毒崩溃，Arsenal Gear最后撞向纽约（撞向纽约的经过剧情在发售前由于911事件的发生被删减）直至华盛顿纪念堂才停下。
潜龙谍影4：愛國者之槍中Outer Haven实际上等于Arsenal Gear的量产型。GW这个名称可能跟纽约市的乔治华盛顿桥有关，该桥也经常被简称为“GW”。

### Outer Haven
Liquid Ocelot的巨型战舰及作战基地，相对Arsenal Gear体积有所缩小，更像一艘船。其技术是由Arsenal Gear来的，并装有Liquid Ocelot抢回来的GW AI，以及用作防卫的量产型Metal Gear RAY。除此之外，它上面还有大量的GEKKO、Dwarf Gekko和蛙兵。Beauty and the Beast Unit的Screaming Mantis也留守该舰，并曾于中央控制中心与Snake对战。除中央控制室外，里面还有复杂的过道和防止入侵者的微波高温室。
船上有可以打开的密封盖，关闭时整个战舰就成了潜水艇。内部甲板中间有可以装置大型武器的位置。Liquid Ocelot从REX上抢回来的轨道炮就装在那里用于攻击JD。
舰身上有四个仿美国拉什莫尔山雕像的雕像，从左到右分别为Solidus Snake、Solid Snake、Liquid Snake和Big Boss。
潜龙谍影4：愛國者之槍游戏的最后，由于“爱国者”AI中毒停止运作。

## 外部連結
- 科樂美官方網站 （页面存档备份，存于）
- 小島製作室官方網站 （页面存档备份，存于）